# Ізбицько (гміна)
Гміна Ізбицько (пол. Gmina Izbicko) — сільська гміна у південно-західній Польщі. Належить до Стшелецького повіту Опольського воєводства.
Станом на 31 грудня 2011 у гміні проживало 5372 особи.

## Територія
Згідно з даними за 2007 рік площа гміни становила 84.93 км², у тому числі:
- орні землі: 51.00%
- ліси: 38.00%

Таким чином, площа гміни становить 11.41% площі повіту.

## Населення
Станом на 31 грудня 2011:
| Опис     | Загалом | Загалом | Чоловіки | Чоловіки | Жінки | Жінки |
| -------- | ------- | ------- | -------- | -------- | ----- | ----- |
| одиниця  | осіб    | %       | осіб     | %        | осіб  | %     |
| все      | 5372    | 100     | 2553     | 47.52    | 2819  | 52.48 |
| міське   | 0       | 100     | 0        |          | 0     |       |
| сільське | 5372    | 100     | 2553     | 47.52    | 2819  | 52.48 |

## Сусідні гміни
Гміна Ізбицько межує з такими гмінами: Ґоґолін, Озімек, Стшельце-Опольське, Тарнув-Опольський, Хжонстовіце.